# Odorrana absita
Odorrana absita  (лат.) — вид земноводных из семейства настоящих лягушек. Эндемик Юго-Восточной Азии: Лаос (Xe Kong Province — Kaleum District; Saravane Province — Samoy District. Возможно, также обитает и во Вьетнаме). Встречаются в мелких водоёмах, ручьях и на ветвях в тропических лесах на высотах от 920 до 1300 м в горах Annamite Mountains. Вид O. absita был впервые описан в 2005 году американским герпетологом Брайаном Стюартом (Bryan L. Stuart; Department of Zoology, North Carolina State University, Raleigh, США) и таиландским зоологом Танья Чан-ардом (Tanya Chan-ard, National Science Museum of Thailand; Таиланд) под первоначальным названием Huia absita Stuart & Chan-ard, 2005. Близок к виду Huia masonii, известному из Вьетнама.